# Declaración de las Naciones Unidas

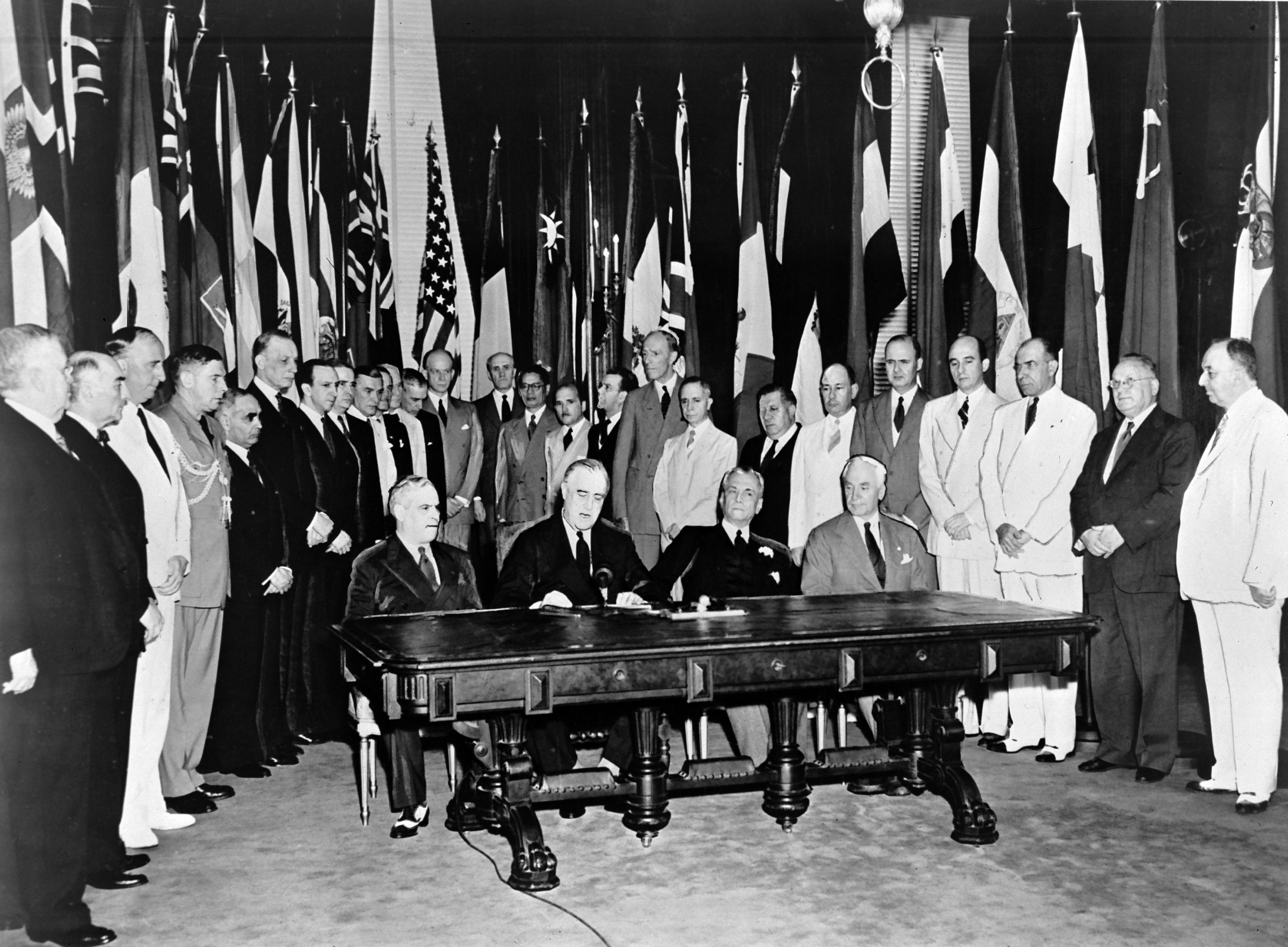
Firma de la Declaración de las Naciones Unidas el 1 de enero de 1942. Representantes de 26 naciones aliadas que lucharon contra el Eje se reunieron en Washington D. C. para prometer su apoyo a la Carta del Atlántico mediante la firma de la Declaración. Este documento contenía el primer uso oficial del término «Naciones Unidas», sugerido por el presidente de los Estados Unidos, Franklin Delano Roosevelt (sentado, segundo desde la izquierda).

La Declaración de las Naciones Unidas fue un documento firmado durante la Segunda Guerra Mundial el 1 de enero de 1942 en Washington (Distrito de Columbia, Estados Unidos). Fue firmada originalmente por los gobiernos de 26 países (varios de ellos, gobiernos en el exilio de países ocupados por los nazis). Dichos gobiernos, que estaban luchando del lado de los aliados, reafirmaron su apoyo a la Carta del Atlántico al firmar esa declaración. Este documento contenía el primer uso oficial del término «Naciones Unidas», propuesto por el presidente estadounidense Franklin Delano Roosevelt.

## Concibiendo la declaración
El término Naciones Unidas era un nombre colectivo acuñado por Roosevelt y usado por primera vez el día de Año Nuevo de 1942, para designar a las naciones que se unían a los Aliados en la lucha contra el Eje.  Roosevelt hizo una declaración a nombre de las "naciones unidas" y posteriormente se usó el nombre para designar a la organización que agruparía a todas las naciones del mundo, la Organización de las Naciones Unidas (ONU).
Antes de la declaración, el gobierno de Estados Unidos presionaba a todos los países que no tenían participación directa en el conflicto a involucrarse en la lucha contra los países del Eje, refiriéndose a esos países como países comprometidos con las "Naciones Unidas" (es decir los Aliados) en la guerra mundial. El compromiso, que era prácticamente simbólico, era forzado mediante las cuotas en las importaciones de materias primas y la ayuda económica y militar que recibían.
Las partes se comprometieron a defender la Carta del Atlántico, para emplear todos sus recursos en la guerra contra el Eje Roma-Berlín-Tokio, y que ninguna de las naciones firmantes buscaría negociar una paz separada con la Alemania nazi, Italia o Japón de la misma manera que las naciones de la Triple Entente acordaron no negociar ninguna paz separada con cualquiera o todas las Potencias Centrales en la Primera Guerra Mundial bajo el Unity Pact.
Aquellos países que no mostraban una abierta colaboración con las "Naciones Unidas", al no dar el apoyo político a las "naciones unidas" declarándoles la guerra al Eje, fueron castigados con sanciones económicas. Tal fue el caso de España en Europa y Argentina en Sudamérica.
Para el final de la guerra, aparte de los 26 firmantes originales, otros 21 países habían firmado la declaración, entre ellos Filipinas, Francia, todos los países latinoamericanos (excepto Argentina) y algunos países de África y Medio Oriente. Aunque algunos países del eje habían cambiado de bando durante la guerra, no se les permitió firmar la declaración.
Dinamarca no firmó la declaración por estar ocupada por los nazis, pero debido a la resistencia contra los nazis a partir de 1943, y debido a que Henrik Kauffmann (en aquel entonces embajador danés en Estados Unidos) había expresado que todos los daneses libres apoyaban la declaración, Dinamarca fue invitada a la Conferencia de San Francisco en 1945.

## Texto de la declaración
Declaración conjunta de los Estados Unidos de América, el Reino Unido de la Gran Bretaña e Irlanda del Norte, la Unión de Repúblicas Socialistas Soviéticas, China, Australia, Bélgica, Canadá, Costa Rica, Cuba, Checoslovaquia, República Dominicana, El Salvador, Grecia, Guatemala, Haití, Honduras, India, Luxemburgo, Países Bajos, Nueva Zelanda, Nicaragua, Noruega, Panamá, Polonia, Unión Sudafricana y Yugoslavia.
Los Gobiernos signatarios, habiendo expresado su adhesión al programa común de propósitos y principios que incorpora la Declaración conjunta del Presidente de EE. UU. y el Primer Ministro del Reino Unido, de fecha 14 de agosto de 1941, conocida como Carta del Atlántico;
Convencidos de que es esencial obtener una victoria absoluta sobre sus enemigos para defender la vida, la libertad, la independencia y la libre profesión de cultos, así como preservar los derechos humanos y la justicia, tanto en su propio suelo como en otras tierras, y estando en el presente empeñados en la lucha común contra fuerzas bárbaras e inhumanas que tratan de subyugar al mundo;
Declaran:
1. Que cada Gobierno se compromete a utilizar todos sus recursos, tanto militares como económicos contra aquellos miembros del «Pacto Tripartito» y sus adherentes con quienes se halle en guerra;
2. Que cada Gobierno se compromete a prestar su colaboración a los demás signatarios de la presente y a no firmar por separado con el enemigo ni amnistía ni condiciones de paz; podrán adherirse a esta Declaración otras naciones que estén prestando o lleguen a prestar ayuda material, y que contribuyan a la lucha por derrotar el hitlerismo.
Washington, 1 de enero de 1942

## Países firmantes

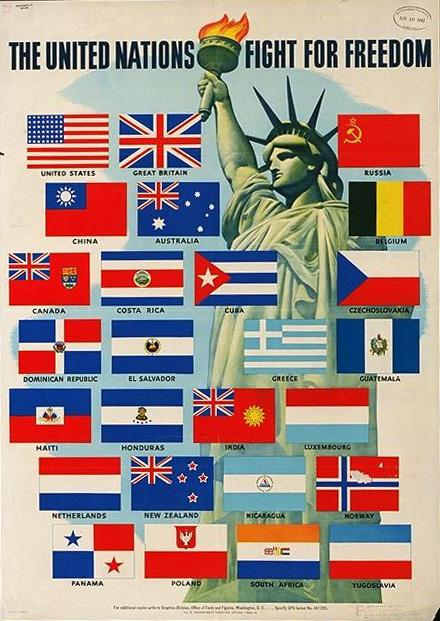
Afiche estadounidense de 1942, mostrando las banderas de los firmantes originales de la declaración

Los países que originalmente firmaron la declaración fueron los siguientes:
| Grupo                               | Países                                                                                     |
| ----------------------------------- | ------------------------------------------------------------------------------------------ |
| El "Big Four" (potencias aliadas)   | Estados Unidos Reino Unido Unión Soviética República de China                              |
| Mancomunidad Británica de Naciones  | Australia Canadá India Nueva Zelanda Sudáfrica                                             |
| Países de Centroamérica y el Caribe | Costa Rica Cuba El Salvador Guatemala Haití Honduras Nicaragua Panamá República Dominicana |
| Gobiernos en el exilio              | Bélgica Checoslovaquia Grecia Luxemburgo Países Bajos Noruega Polonia Yugoslavia           |

Los países que firmaron posteriormente la declaración fueron los siguientes:
| Año de firma                    | Países                                                                                   |
| ------------------------------- | ---------------------------------------------------------------------------------------- |
| 1942 (después del 1.° de enero) | Etiopía Filipinas México                                                                 |
| 1943                            | Bolivia Brasil Colombia Irak Irán                                                        |
| 1944                            | Francia Liberia                                                                          |
| 1945                            | Arabia Saudita Chile Ecuador Egipto Líbano Paraguay Perú Siria Turquía Uruguay Venezuela |
| Propuesto                       | Afganistán Bután Finlandia Japón Mongolia Nepal Suecia Tailandia Yemen                   |